# Tricociste

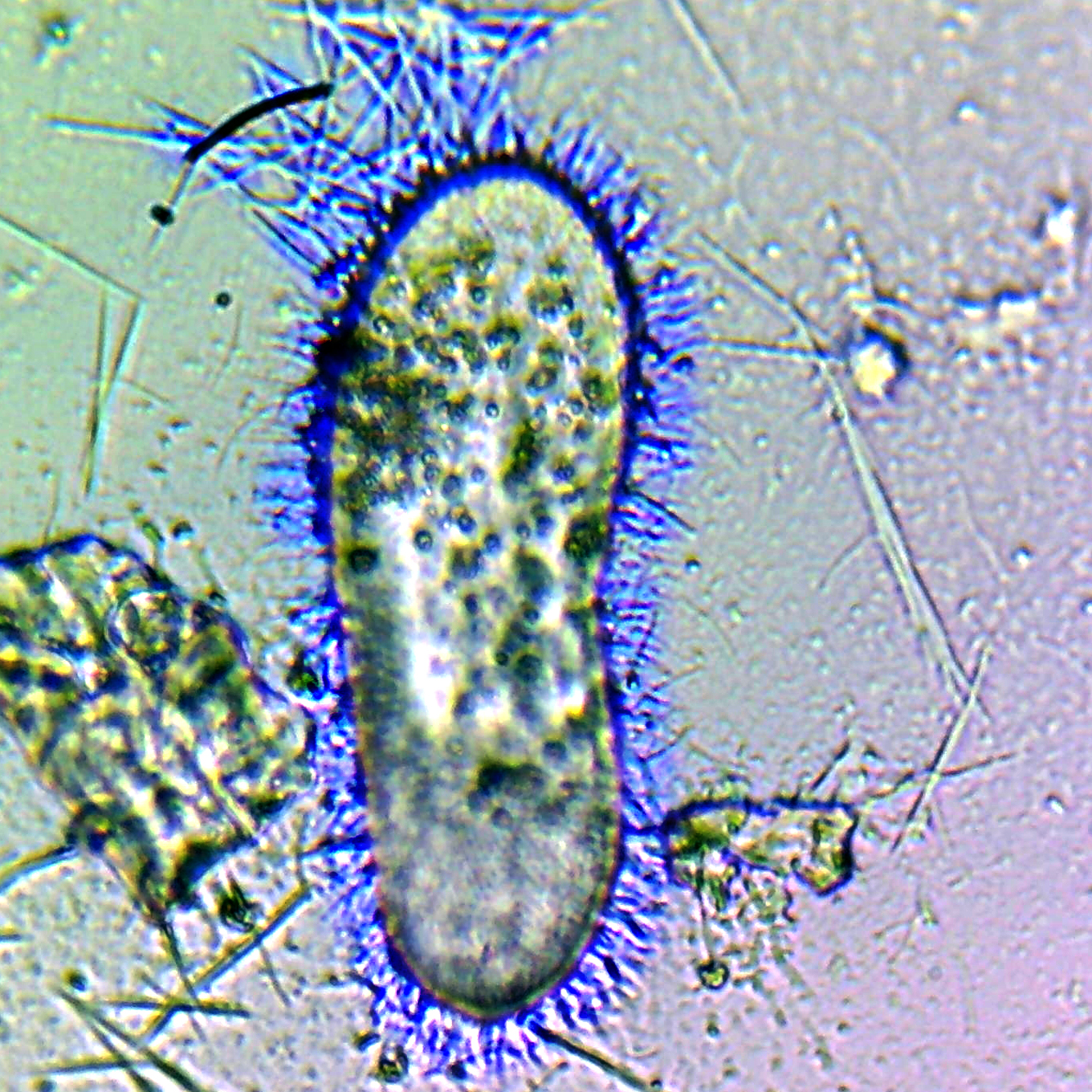
Paramecium tetraurelia, un ciliato, con tricociste espulse (artificialmente colorate in blu

Una tricociste è un estrusoma: un organello dei protozoi allungato, sottile e con una estremità a punta (paragonabile a un ago), situato nella cellula sotto la membrana cellulare, ma che può venire espulso per due scopi:
1. Attaccare predatori provocandone l'allontanamento o la morte;
2. Stabilizzare la cellula favorendo l'ancoraggio a substrati idonei.